# 近无毛小野芝麻
近无毛小野芝麻（学名：Galeobdolon chinense var. subglabrum）为唇形科小野芝麻属下的一个变种。